# Mhairi Black
Mhairi Black (Paisley, 12 de septiembre de 1994) es una política escocesa. Fue vicepresidenta del Partido Nacional Escocés (SNP) en la Cámara de los Comunes de 2022 a 2024.
Black fue elegida miembro del Parlamento (Reino Unido) por Paisley y Renfrewshire South en 2015, cuando derrotó al Secretario de Asuntos Exteriores en la sombra del Partido Laborista, Douglas Alexander. Fue reelegida en 2017 y nuevamente en 2019.
Cuando fue elegida en mayo de 2015 se convirtió en la diputada más joven elegida a la Cámara de los Comunes desde Ley de Reforma de 1832, tenía 20 años y 237 días. El récord anterior lo ostentaba William Wentworth-Fitzwilliam, que tenía 20 años y 11 meses cuando fue elegido en 1832.Black fue el miembro más joven de la Cámara de 2015 a 2019.Renunció como diputada en las elecciones generales de 2024.

## Trayectoria
Black se educó en la Lourdes Secondary School de Glasgow, y en la Universidad de Glasgow, donde se lincenció en Políticas  con honores en junio de 2015. En las elecciones de 2015, aún no había terminado su licenciatura y tenía pendiente un examen final sobre política escocesa.

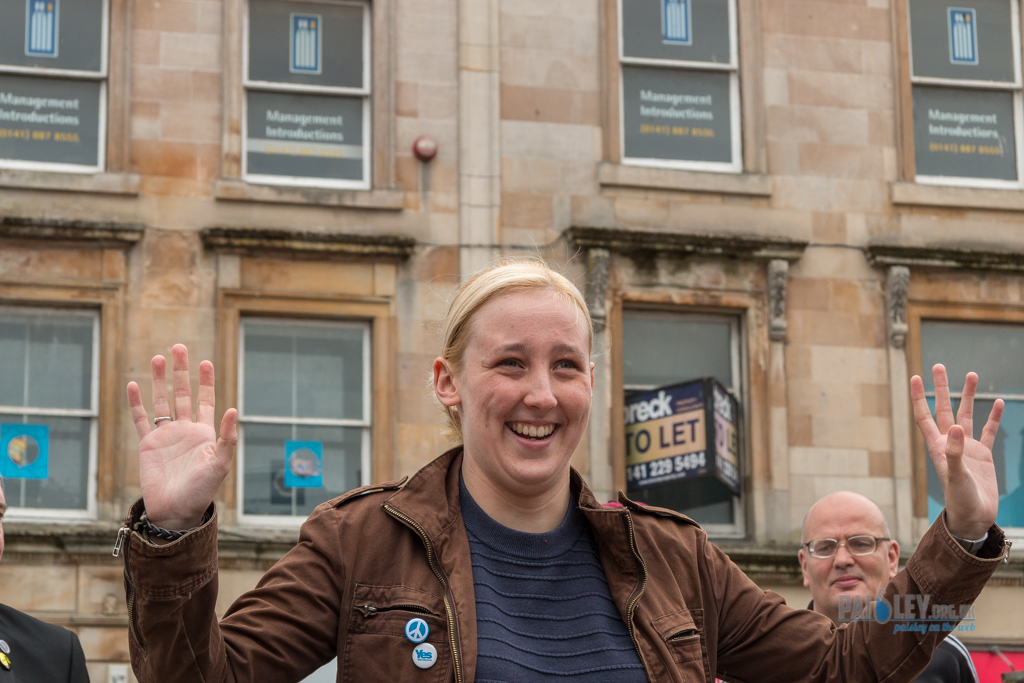
Black en la protesta de la Campaña por el Desarme Nuclear en Paisley Cross, julio de 2016

Su derrota frente a Douglas Alexander, fue calificada de inesperada y ejemplo del hundimiento de la popularidad del Partido Laborista en Escocia en esas elecciones.
Aunque se informó que era la diputada más joven desde Christopher Monck, conde de Torrington, que ingresó a la Cámara de los Comunes a la edad de 13 años en 1667, a Monck le siguieron otros adolescentes hasta que la Ley de Elecciones Parlamentarias de 1695 estableció 21 años como la edad mínima para acceder a una candidatura.Además, hasta la Ley de Reforma de 1832, los parlamentarios menores de edad rara vez eran destituidos, sobre todo porque en aquellos tiempos era fácil inventar la edad debido a la falta de registros, y el patrocinio generalmente impedía su destitución. Por ejemplo, el vizconde Jocelyn tenía 18 años cuando fue elegido en las elecciones generales de 1806.Desde que la Ley de Administración Electoral de 2006 redujo la edad de candidatura de 21 a 18 años, Black es la primera persona elegida según sus disposiciones.
El 1 de julio de 2015, se anunció que Black había sido nombrada miembro del Comité Selecto de Trabajo y Pensiones.Pronunció su discurso inaugural el 14 de julio de 2015 y éste incluyó algunas críticas al enfoque del gobierno ante el desempleo en su circunscripción y la creciente necesidad de bancos de alimentos. Black también criticó al gobierno por los recortes al subsidio de vivienda.A los cinco días de pronunciar el discurso, ya se había visto más de 10 millones de veces en varios medios de comunicación.Black se enteró más tarde del cambio en la pensión estatal a través de sus electores, y desde entonces ha apoyado en repetidas ocasiones a Women Against State Pension Inequality (WASPI) (Mujeres contra la desigualdad en las pensiones estatales).
Black es una firme crítica de Westminster. Dos meses después de su elección, comentó que la práctica de obligar a los diputados a votar en persona, en lugar de electrónicamente, era "anticuada y una pérdida de tiempo".En una entrevista de 2016 con el periodista de The Guardian, Owen Jones, Black calificó Westminster de "club de viejos amigos" y " muy alejado de la realidad", al tiempo que expresó su preocupación por la arrogancia y el sexismo de otros diputados.
En junio de 2016, Black presentó un proyecto de ley de iniciativa privada titulado Benefit Claimants Sanctions (Required Assessment) Bill. Se realizó la segunda lectura en diciembre de 2016, pero no pasó a ninguna otra fase.
En una reunión pública en noviembre de 2016 en Aberdeenshire, Black dijo sobre el referéndum de la UE: "Si soy honesta, hubo un elemento de taparme un poco la nariz cuando voté permanencia en la UE." Un miembro de la audiencia le dijo a The Daily Telegraph : "No estoy seguro de que ella lo hubiera dicho en Glasgow. Estaba sentada en el rincón más euroescéptico de Escocia".
También tachó de "mítica" la afirmación de la campaña independentista en 2014 de que los escoceses estarían 5.000 libras mejor si votaban Sí.
En 2017, Black se planteó no presentarse a un segundo mandato en las siguientes elecciones generales, expresando su frustración porque "se hace tan poco", y porque "es un fastidio subir y bajar cada semana".A pesar de ello, Black se presentó a las elecciones generales de 2017 y, pese a la reacción contraria de los votantes a los planes de Sturgeon de celebrar un segundo referéndum de independencia,fue reelegida con una mayoría reducida. 
En abril de 2017, Black fue interrumpida por manifestantes enfadados por la decisión del gobierno escocés de cerrar la sala de niños enfermos del Hospital Royal Alexandra en su circunscripción.
En enero de 2018, Black propuso un plan piloto de un Centro de consumo de medicamentos más seguro (SDCF) en Glasgow.
Black lleva desde octubre de 2015 recibiendo 150 libras semanales de Newsquest Media (Herald & Times) Ltd, por una columna en The National.
Black se presentó nuevamente en las elecciones generales de 2019 como candidata del SNP para Paisley & Renfrewshire Southy fue elegida con más de la mitad de los votos, aumentando su mayoría a 10.679 votos o 24,8%, más del doble que en las elecciones generales de 2015.
En marzo de 2020, se publicó que Black tuvo una "discusión acalorada" con su colega del SNP, Joanna Cherry, después de que esta última cuestionara su decisión de visitar una escuela primaria con una drag queen.
En diciembre de 2022, se convirtió en líder adjunta del SNP en Westminster.
El 4 de julio de 2023, Black anunció que no buscaría la reelección como diputada en las elecciones generales de 2024.En el podcast The News Agents, calificó a Westminster como "uno de los lugares de trabajo más insalubres en los que podría estar" y "un ambiente tóxico". En vísperas de las elecciones parciales de 2023 en Rutherglen y Hamilton West, supuestamente amenazó con abandonar el SNP.Esto se debió a sus deseos de que su asesor principal, Robert Innes, la sucediera como candidato del SNP. 

### Puntos de vista políticos
Black se describe a sí misma como una socialista tradicional, y cita a Tony Benn como su héroe político, a pesar de su oposición a la independencia de Escocia. Sus otras inspiraciones políticas incluyen a Keir Hardie y Margo MacDonald.
Black es una crítica del lanzamiento del Crédito Universal por parte del gobierno conservador, sosteniendo que los retrasos en los pagos tienen graves efectos negativos para los solicitantes, y critica cómo se deben pagar los préstamos más adelante.

## Vida personal
En línea con el sentimiento político predominante, Black expresó su apoyo al matrimonio entre personas del mismo sexo antes del referéndum en Irlanda. Ella es lesbiana.Cuando se le preguntó sobre su decisión de salir del armario, respondió "nunca he estado".En junio de 2022, Black se casó con su pareja, Katie McGarvey, en Pollokshields Burgh Hall en Glasgow.
Según The Tablet ella es católica.A pesar de ello, Black ha dicho que "no es religiosa" aunque "lee su Biblia".
Toca la guitarra y el piano, como se reveló en una entrevista de Channel 4 News con Jon Snow, el 18 de septiembre de 2015, durante la cual interpretó el tema musical de la película Titanic.